# Apeiron (tidskrift)
Apeiron  är en sedan juli 2012 vilande vetenskaplig tidskrift för kosmologi och kvantfysik. Förlaget har även publicerat böcker.
Apeiron tillämpade visserligen peer review, men höll sig med flera granskare som stod vid sidan av mainstream. Den blev därför ett forum för "dissidenter", som av olika orsaker inte ville eller kunde publicera inom det konventionella systemet för vetenskaplig publicering.
Apeiron hörde därför inte till de tidskrifter som har indexerats av Web of Science abstract and citation database.